# Ciclone Gafilo
O ciclone Gafilo (designação do JTWC 16S; também conhecido como ciclone tropical muito intenso Gafilo) foi um ciclone tropical intenso que atingiu Madagáscar em 2004, causando danos devastadores. Gafilo é o sétimo sistema tropical nomeado e o quarto ciclone tropical da Temporada de ciclones no Oceano Índico sudoeste de 2003-04. Gafilo é o ciclone tropical mais intenso a se formar no Oceano Índico sudoeste.
No mínimo 363 pessoas foram mortas pelo ciclone, sendo que outras 200.000 ficaram desabrigadas. Os danos totalizaram cerca de $250 milhões de dólares. Em 7 de Março, uma balsa afundou e 110 de seus 112 passageiros morreram. A tempestade também devastou a agricultura malgaxe. Os danos poderiam ser ainda maiores se o ciclone fosse mais lento ao passar pela ilha. Juntamente com o Ciclone Elita que atingiu Madagáscar um mês antes, Gafilo causou um grande impacto na economia local.